# أبو الحسن الأنبري
```

```

كان حكيمًا، والغالب عليه الهندسة، وكان الحكيم عمر الخيَّام يستفيد منه وهو يقرر له المجسطي.